# Apamea saturatior
Apamea saturatior là một loài bướm đêm trong họ Noctuidae.